# Kratki stiki
Kratki stiki é um filme de drama esloveno de 2006 dirigido e escrito por Janez Lapajne. Foi selecionado como representante da Eslovênia à edição do Oscar 2007, organizada pela Academia de Artes e Ciências Cinematográficas.

## Elenco
- Tjasa Zeleznik - Olga/Neza/Ajda
- Grega Zorc - Bojan
- Jernej Sugman - Lenart
- Sebastian Cavazza - Mitja
- Mojca Funkl - Gita